# ショットクロック
ショットクロック（Shot clock）とはスポーツ用語。バスケットボール、ビリヤード、ゴルフ、テニス、水球などで用いられ、試合時間の短縮や間延び防止を図る目的がある。

## バスケットボール

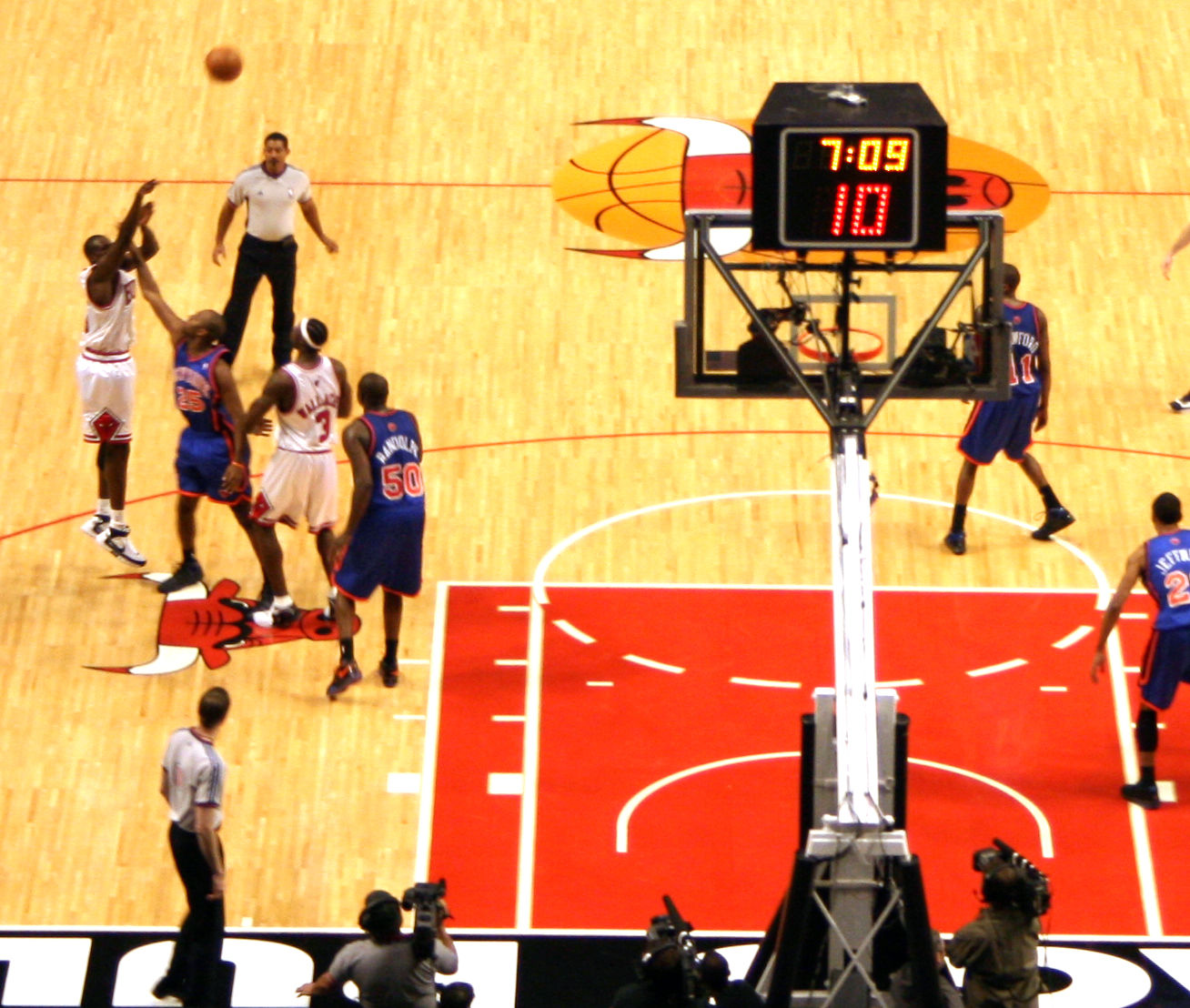
バスケットボールのゲームクロックとショットクロック

バスケットボールではショットの時間制限を示し、ボールポゼッションを有するチーム（攻撃側）は一定時間以内にショットをし、ゴールするか、そのボールがリングに触れなくてはならない。その制限時間は、ボールポゼッションが変わった時にスタートし、国際ルールやNBA
では24秒、ミニバスケットボールでは30秒、3x3では12秒である。それがインプレー中に減じて行き、0となった時点で、ショットクロックヴァイオレイションとなる。右写真の7:09がゲームクロック、10がショットクロックを表示している。

### 制定のきっかけ

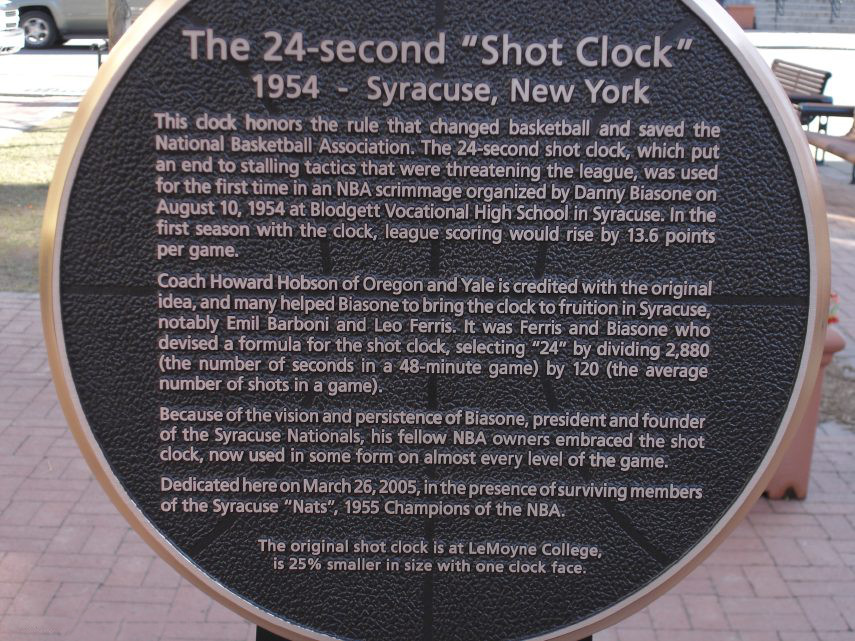
ショットクロック制定石碑

ショットクロックの制定のきっかけにはジョージ・マイカンの存在が大きい。1950-51シーズン・11月22日のレイカーズ対フォートウェイン・ピストンズ（デトロイト・ピストンズ）戦で18-19というスコアが出たためである。
ジョージ・マイカンにボールを支配されないよう、相手側がボールを保持し続けていたことから、観客側から抗議が殺到。1954年-55年シーズンから24秒ルール、すなわちショットクロックが制定されたのである。
なお日本で見られた同様の例としては1956年の全日本実業団選手権大会準々決勝、日本鋼管対田辺製薬の試合における野口昌三の例がある。この試合も39-33というロースコアで終わっている。

### ショットクロック管理

#### ショットクロックのスタート
- スローインのボールに自チームのプレーヤーが初めて触れた時。（インバウンドのフロアーに触れた時ではない。）
- ボールポゼッションが変わった時。例：ディフェンスリバウンドを取った時。

#### ショットクロックの停止
- 攻撃権が継続中にボールデッドとなった時。

#### ショットクロックの継続
- ディフェンダーによるショットブロック、チェックによるファンブルがあったが、ポゼッションが変わらなかった時。

#### ショットクロックの保持
- ディフェンス側のアウトオブバウンズ、キックボール、などのヴァイオレイションがあり、ボールデッドとなった時。

クロックを停止し、ボールライブになった時に、再開する。
- ディフェンス側のファウルがあった時点でのショットクロックが14秒以上であった場合。
- 攻撃チームがタイムアウトを取得した場合（NBAルールでは、ボール保持選手もタイムアウトを申請できる。）
- ディフェンダーにより、ヘルドボールに持ち込まれ、ジャンプボールとなった場合。（NBAルール）

例えばショットクロック5秒時にジャンプボールとなった場合、ジャンプボールされ、攻撃側がタップされたボールに触れた時点でショットクロックは5秒から進む。ディフェンス側がボールポゼッションを得た時点で24秒へリセットされる。（NBAルール）

#### ショットクロックの14秒へのリセット
- ショットがリングに接触してルーズボールとなり、シューター側がリバウンドを保持した場合。バックボードへの接触ではリセットされない。

2014年ルール改正より、従来の24秒へのリセットから変更。(FIBA）
2018年ルール改正より、従来の24秒へのリセットから変更。(NBA,WNBA,Gリーグ)
- ディフェンス側のファウルがあった時点でのショットクロックが14秒以下であった場合。

例えばショットクロック12秒時にファウルがあった場合、ショットクロックは14秒で再開される。
- 4クォーターやオーバータイムで残り2分を切ってからバックコートからのスローインを獲得したチームがタイムアウトをとり、再開時にフロントコートからのスローインを選択した時点でのショットクロックが14秒以上であった場合。

#### ショットクロックの24秒リセット

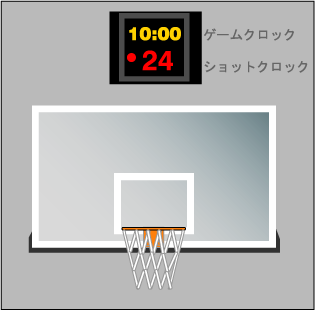
バックボード上方のクロックの例

- ジャンプボールシチュエイションとなった場合。
- ショット失敗やスティールでボールポゼッション（攻撃権）が相手チームに移ったとき。
- 攻撃チームのファウル、ヴァイオレイションがあった時。

### ショットクロックヴァイオレイション(24秒ヴァイオレイション)
- ショットが手から離れる前にショットクロックが0となった場合、ショットクロックヴァイオレイションとなる。
- ショットを放った瞬間にショットクロックが残っていれば、ボールが飛行中にショットクロックが0となっても、ショットクロックヴァイオレイションとはならない。

#### ペナルティ
バイオレーションにより、ボールが相手チームに移り、エンドライン外からのスローインとなる。

## ビリヤード
ビリヤードでも試合時間の短縮、スピーディーな試合展開の増加などを狙いに、手球をショットするまでの時間に制限を設けるショットクロックルールが採用されることがある。日本国内ではタイムルールという表記を用いることも多い。
具体的な時間制限や、時間制限を超過した場合のペナルティは大会ごとに異なり、例えばプレミアスヌーカーリーグでは「ショットクロック25秒・違反時には相手に5ポイント」というルールが採用されている。

## ゴルフ
2018年6月に開催されたショットクロック・マスターズ（旧ライオネス・オープン）ではじめて採用。組の最初の選手に50秒、その後の選手に40秒の時間制限を設け、制限時間を超過した選手は1打罰のペナルティが課せられる。また1ラウンドにつき2回の時間延長が認められており、制限時間が40秒延長される。ヨーロピアンツアーのキース・ペリーCEOはスロープレー対策とラウンド時間短縮を目的にしている。

## テニス
2018年の全米オープンで初めて導入され、得点が入ってから次のサーブを打つまでの時間を25秒に制限する。